# Klassengröße
Klassengröße (auch: Klassenfrequenz, oder -stärke) ist ein Begriff aus dem Schulwesen, der nicht einheitlich definiert ist. Dies ist u. a. darauf zurückzuführen, dass in Deutschland und Österreich die vorgegebene Organisationsform Klasse nicht eindeutig definiert ist: Den Begriff der Klasse kann man einerseits auf die Schülergruppe beziehen, andererseits aber auch umgangssprachlich auf den Raum, in dem die Schülergruppe lernt (genauer: Klassenraum).
Eine Schulklasse ist eine Gruppe von Schülern mit nahezu fixer Schülerzahl, die dauerhaft besteht, um unter Anleitung zu lernen. Unterrichtsorganisationen wie in der reformierten Oberstufe oder in der Gesamtschule (Team-Kleingruppen-Modell) fallen hier nicht darunter. Klassengröße ist also die Anzahl von Schülern in einer für einen längeren Zeitraum zusammengefassten Gruppe von Schülern, die unter Anleitung lernen.
Der Klassenteiler ist der für eine bestimmte Schule bzw. Schulart gültige Grenzwert der Klassenstärke. Bei dessen Überschreiten wird – falls möglich und gewollt – die Klasse aufgeteilt (ein weiterer Klassenzug eröffnet) oder es werden anderenfalls die überzähligen Schüler aus Kapazitätsgründen abgewiesen.
Der Begriff „Klassenzug“ hatte in Österreich bis 1986 allerdings eine zusätzliche Bedeutung. Erlaubte die Schülerzahl österreichischer Hauptschulen nämlich eine zweizügige Führung, wurden die Schüler je nach Leistungsstärke in den „1. oder 2. Klassenzug“ eingeteilt. Umgangssprachlich waren dies „A-Zug“ bzw. „B-Zug“ infolge der Bezeichnung der Parallelklassen zweizügig geführter Schulen mit a und b, doch die Assoziation mit den Qualitätskategorien A und B lag stets nahe. Die „neue Hauptschule“ Österreichs brachte dann anstelle des „Streaming“ in zwei Klassenzüge eine Binnendifferenzierung mit jeweils drei Leistungsgruppen in den Fächern Deutsch, Englisch und Mathematik.
Gab es 1997 in deutschen Grundschulen noch 22 Schüler pro Lehrer, waren es 2010 im Schnitt 17 und 2015 nur noch 16. Im weltweiten Durchschnitt kommen auf einen Grundschullehrer knapp 24 Schüler, in Europa und Zentralasien sind es 18 und in Nordamerika 15. Am besten schneidet Norwegen ab (1:9), am schlechtesten die Zentralafrikanische Republik (1:80). Diese Zahlen sagen nichts darüber aus, wie viele Stunden Schüler in der Schule verbringen und ob sie dort genügend lernen.